# Enrico Marx

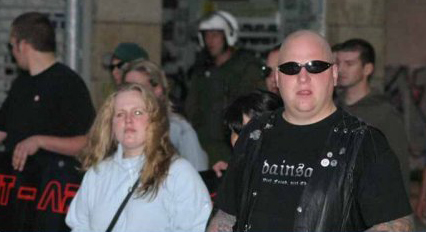
Judith Rothe und Enrico Marx

Enrico Marx (* 1976) aus Sotterhausen bei Sangerhausen ist ein Neonazi, der als Stützpunktleiter der NPD-Jugendorganisation Junge Nationaldemokraten fungiert, einen Versand für rechtsextreme Musik betreibt und als Veranstalter von Rechtsrock-Konzerten agiert. Er gilt als zentrale Figur für den Rechtsextremismus in Sachsen-Anhalt.

## Politische Karriere
Der zunächst in Riethnordhausen ansässige Enrico Marx fiel Ende der 1990er Jahre als Anführer der mittlerweile inaktiven bzw. aufgelösten Freien Kameradschaft „Ostara-Skinheads“ auf. Gleichzeitig hielt er enge Kontakte zum „Nationalen und Sozialen Aktionsbündnis Westthüringen“ (NSAW), insbesondere zu dessen Anführer Marco Polzius aus Nordhausen. So meldeten z. B. beide zusammen eine Demonstration am 13. April 2002 in Eisenach unter dem Motto „Solidarität mit nationalen Gefangenen“ an. Daneben engagiert sich Marx auch in der Hilfsorganisation für nationale politische Gefangene und deren Angehörige (HNG). Seit dem 26. März 2006 leitet Marx den Sangerhäuser Stützpunkt der „Jungen Nationaldemokraten“ (JN). Gleichzeitig ging der überwiegende Teil der „Kameradschaft Ostara“ mit zur Jugendorganisation der NPD über.
Nach Einschätzung des Landesamtes für Verfassungsschutz in Sachsen-Anhalt gilt Marx als Multiplikator der extremen Rechten und Führungsfigur im Süden des Landes. Er sei "ein höchst umtriebiger Neonazi".

## Marx als Rechtsrocker
Neben seinen politischen Ambitionen ist Marx besonders im Rechtsrock-Spektrum aktiv. Er ist Herausgeber des Rechtsrock-Fanzines "Ostara", laut Einschätzung des Verfassungsschutzes das bekannteste rechtsextremistische Fanzine aus Sachsen-Anhalt mit überregionaler Verbreitung. Mit dem "Barbarossa-Versand" betreibt er einen der größten Versandhandel für Rechtsrock im mitteldeutschen Raum, der auch als Sponsor von Neonazi-Großveranstaltungen wie dem Fest der Völker in Jena auftritt. Neben klassischem Rechtsrock werden hier auch NSBM-Veröffentlichungen produziert und vertrieben. Er veröffentlichte mit der indizierten Split-CD Vereint durch Musik das Debütalbum von Hate Soldiers, einer Band, an der sein Bruder Marcel als Sänger beteiligt war.
Seit Ende der 1990er Jahre organisiert Marx regelmäßig Neonazi-Konzerte und Partys zu Sonnenwendfeiern und ähnlichen Anlässen, zu denen zunächst bis zu 500 Personen in erster Linie aus der Neonazi-Szene aus Sachsen-Anhalt, Thüringen und Westsachsen anreisten. Mitte 2003 erwarb er einen ehemaligen Gasthof in Sotterhausen, der seit der Eröffnung als illegale Gaststätte am 6. Juli als einer der wichtigsten Treffpunkte der extrem rechten Szene im südlichen Sachsen-Anhalt fungiert und regelmäßig in den Verfassungsschutzberichten des Landes ausführlich behandelt wird.  Neben zahlreichen Rechtsrock-Konzerten finden hier auch Schulungsveranstaltungen der NPD und JN sowie Saalveranstaltungen anderer extrem rechter Gruppierungen statt. Nachdem zu Pfingsten 2005 ein illegales Konzert durch die Polizei unterbunden worden war, reisten eine Woche später erneut mehr als 60 Neonazis in den kleinen Ort, um an einem als Geburtstagsfeier getarnten Konzert teilzunehmen. Auch dieses Konzert war bereits im Vorfeld verboten worden. Nach Einsetzen der Livemusik wurde der Saal der früheren LPG geräumt, wobei es zu massiver Gegenwehr und gewalttätigen Ausschreitungen der Besucher gegenüber Polizeibeamten kam. Die anschließenden Protestkundgebungen der Neonazis am 3. und 4. Juni in Sangerhausen und Merseburg wurden von dem bundesweit aktiven Neonazi-Führer Christian Worch unterstützt und angemeldet.
Im Juli 2006 wurden bei einer polizeilichen Durchsuchung mehrere Exemplare der rechtsextremen Fußball-CD "Zu Gast bei uns" sichergestellt. Auch bei früheren Durchsuchungen waren bereits indizierte und strafrechtlich relevante Tonträger festgestellt worden. Im Dezember 2005 hatte die Verwaltungsgemeinschaft Allstedt-Kaltenborn wegen einer Reihe von Rechtsverstößen Marx die Genehmigung entzogen, CDs und Bekleidung zu vertreiben. Das Verfahren, gegen das er beim Landkreis Sangerhausen Widerspruch eingelegt hat, läuft noch.

## Seine Lebensgefährtin Judith Rothe
Zusammen mit Marx ist auch seine Lebensgefährtin Judith Rothe (* 1979) in der rechtsextremen Szene aktiv. Sie betreiben gemeinsam den Szene-Treff „Zum Thingplatz“ in Sotterhausen. Rothe kandidierte bei der Bundestagswahl 2005 sowie der Landtagswahl für die NPD. Zusammen mit Katharina Becker (NPD Niedersachsen) und Gitta Schüßler gründete sie am 16. September 2006 in Sotterhausen einen "Nationalen Frauenring" als bundesweite Frauenorganisation der NPD. Mittlerweile fungiert Rothe als stellvertretende Vorsitzende der in "Ring Nationaler Frauen" umbenannten Organisation. Außerdem pflegt sie gute Kontakte zu der Erfurter Neonazi-Aktivistin Isabell Pohl und der "Aktiven Frauen Fraktion".

## Belege
1. 1 2  Verfassungsschutzbericht Sachsen-Anhalt 2002 (Memento vom 30. September 2007 im Internet Archive) (PDF; 412 kB)
2. ↑  Andrea Röpke: Ohne nennenswerte Polizeipräsenz führten Rechtsextremisten Veranstaltungen im Freistaat durch (Memento vom 28. September 2007 im Internet Archive). In: Blick nach Rechts, 21. März 2006.
3. 1 2  Neonazi verunsichert eine kleine Gemeinde (Memento vom 26. Mai 2008 im Internet Archive). In: Mitteldeutsche Zeitung, 23. Mai 2005.
4. ↑  Verfassungsschutzbericht Sachsen-Anhalt 2003 (Memento vom 30. September 2007 im Internet Archive) (PDF; 1,1 MB)
5. ↑  Christian Dornbusch, Jan Raabe, David Begrich: „...fürs deutsche Vaterland“ - Hate Soldiers. In: RechtsRock - made in Sachsen-Anhalt. Magdeburg, Landeszentrale für politische Bildung Sachsen-Anhalt, 2007, S. 23–24.
6. ↑  Verfassungsschutzbericht Sachsen-Anhalt 2003 (Memento vom 30. September 2007 im Internet Archive) (PDF; 1,1 MB) ; Verfassungsschutzbericht Sachsen-Anhalt 2004 (Memento vom 30. September 2007 im Internet Archive) (PDF; 506 kB) ; Verfassungsschutzbericht Sachsen-Anhalt 2005 (Memento vom 30. September 2007 im Internet Archive) (PDF; 1,1 MB)
7. ↑  Jan Raabe, Christian Grünert: Im Schatten des Kyffhäusers. Die politischen Aktivitäten des Enrico Marx. Zur LKA-Razzia am 19. Dezember 2003 bei Enrico Marx. Der Rechte Rand Nr. 87, 2004
8. ↑  Unser Nachbar, der Neonazi (Memento vom 12. Oktober 2006 im Internet Archive). In: Mitteldeutsche Zeitung, 8. August 2006; Verfassungsschutzbericht Sachsen-Anhalt 2005 (Memento vom 30. September 2007 im Internet Archive)
9. ↑  Rechte auf Wählerinnenfang. taz vom 14. September 2006

| Personendaten    | Personendaten                                     |
| ---------------- | ------------------------------------------------- |
| NAME             | Marx, Enrico                                      |
| KURZBESCHREIBUNG | deutscher Rechtsextremist, Neonazi, JN-Funktionär |
| GEBURTSDATUM     | 1976                                              |